# 룡출역
룡출역(龍出驛)은 조선민주주의인민공화국 자강도 화평군에 있는 북부내륙선의 역으로, 화평군의 가장 동쪽에 위치한 역이다. 오가산역(五佳山驛), 옥외역 등으로도 표기한 지도가 있다. 1988년 8월 3일에 자성 - 후주청년 구간이 개통되었을 당시에는 없었다.